# China-Belgium Technology Center
 (janvier 2019).
 (avril 2021).
Implanté dans le parc scientifique de Louvain-la-Neuve, le China-Belgium Technology Center (CBTC) est le premier incubateur chinois d'entreprises technologiques en Europe. 
L'objectif de ce projet est de créer une plateforme de services et un espace de co-working pour le renforcement de la recherche high-tech et la coopération technologique entre la Belgique et la Chine. Ce projet permet de faciliter l’entrée des entreprises chinoises en Europe mais aussi l'implantation des sociétés européennes sur le marché chinois. Il touche les entreprises de certains domaines tels que les biotechnologies, les sciences de la vie, le smart manufacturing, l'informatique et les télécommunications.
Le parc scientifique comprend trois zones différentes : le CBTC Smart Valley, le Baroc Business Center et le SBIRD Innovation Base.
Il s'agit d'un grand projet d'investissement chinois privé (200 millions d'euros) en Belgique. Ses deux actionnaires majoritaires sont le Hubei United Investment Group et JuXing International Technology Investment Co., Ltd, des entreprises installées à Wuhan, une des plus grandes villes en Chine.

## Localisation
Le China-Belgium Technology Center est situé à Louvain-la-Neuve, en Belgique, un positionnement stratégique au cœur de l'Europe. À environ 25 kilomètres de Bruxelles, le CBTC est à proximité de l'Allemagne, de la France, de l'Angleterre, des Pays-Bas, du Luxembourg et d'autres économies européennes importantes. En étant installé dans le parc scientifique de Louvain-la-Neuve, il peut profiter des ressources humaines et de l’environnement de l'Université catholique de Louvain pour mener des recherches scientifiques et technologiques.

## Développement
Le 31 mars 2014, le président chinois Xi Jinping et l'ancien Premier ministre belge Elio Di Rupo, assistent à la signature de l'accord de coopération au développement du CBTC lors de la visite du président chinois en Belgique. Un an après, le tout premier groupe d'entreprises chinoises et européennes s'installe dans le Baroc Business & Research Center et le SBIRD Innovation Base.
Le 20 juin 2016, le United Investment Group organise une cérémonie et une conférence de presse pour le lancement du CBTC à Louvain-la-Neuve. Le projet communal pour la construction des routes autour du parc scientifique démarre officiellement.
En septembre de la même année, le premier centre incubateur hors Chine, Haizhi Innovation et Entrepreneuriat de Base, s'installe au CBTC .
En avril 2017, le CBTC se classe parmi les zones de coopération économique et commerciale outre-mer approuvées par le Ministère du commerce de la République populaire de Chine, au niveau national.
Le 31 juillet 2017, la première phase des travaux du CBTC Smart Vally est lancée. En mars 2020, le Gros œuvre est terminé et le chantier des finitions techniques est lancé. L'ouverture du China Belgium Technology Center est attendu pour fin 20217.

## Organisation
Le CBTC se divise en trois zones différentes : le CBTC Smart Valley, le Baroc Business Center et le SBIRD Innovation Base.

### Le CBTC Smart Valley
Le CBTC Smart Valley couvre une superficie de 82 700 m2, avec une zone de construction de 120 000 m2. Il comprend un ensemble de bureaux, un hôtel, un centre de services et de conférences, des laboratoires et des parkings souterrains et aériens. Le Smart Valley offre un espace de co-working pour les entreprises belges et chinoises. Sa construction est toujours en cours et trois phases d’aménagement sont prévues sur une période de huit ans. La première phase des travaux a été lancée le 31 juillet 2017, avec une fin prévue pour le dernier semestre 2019.

### Le Baroc Business Center
Il s'agit d’une zone d’incubateur d’entreprises technologiques d’une superficie de 1 800 m2. Baroc possède des partenariats avec une vingtaine d’entreprises belges et chinoises qui sont installées dans ce centre. Les entreprises installées ont un libre accès à une  salle de réunion, une salle d’impression et une salle à manger.

### Le SBIRD Innovation Base
Le SBIRD Innovation Base couvre une superficie de 1 590 m2. Toute la zone est actuellement louée par Ion Beam Applications (IBA).

## Actionnaires
L’United Investment Europe (UIE), responsable de l'investissement, du développement et de la gestion du projet CBTC, a été créé conjointement par le Hubei United Investment Co.Ltd. et le Juxing International Technology Investment Co. Ltd., les deux actionnaires majoritaires du CBTC.
Le Hubei United Investment Co.Ltd. est une grande entreprise dépendant directement du gouvernement de la province du Hubei. Créé en 2004 avec un capital de 3,2 milliards RMB, le groupe compte maintenant 23 investisseurs et plus de 8 000 employés. Le montant des actifs atteint 200 milliards RMB. Les activités principales du groupe couvrent l’investissement dans les transports, la planification et l'aménagement urbains, le développement immobilier et les services financiers.
Juxing International Technology Investment Co., Ltd. est une filiale à part entière du centre du Wuhan East-Lake Hi-Tech Innovation Centre, dédiée au projet CBTC. Fondé en 1987, il s'agit du premier centre de services pour entrepreneurs de haute technologie en Chine. L’objectif de ce centre incubateur d’entreprises est de fournir des services et d’offrir une plateforme pour partager des ressources aux petites et moyennes entreprises basées sur la technologie.

## Entreprises installées
Les entreprises principales installées au Baroc Business Center en 2016 sont :
- DLV
- ETSC (European Transport Safety Council)
- Airwheel
- EUROSHIN
- AMT
- ATLAS
- CAST (China Association for Science and Technology)